# Павел Пйотр Решка
Павел Пьотр Решка (пол. Paweł Piotr Reszka; нар. 1977 р. у Бидгощі) — польський журналіст і репортер.

## Життєпис
Закінчив історичний факультет Університет Марії Кюрі-Склодовської в Любліні та аспірантуру з журналістики у Варшавському університеті. У 2002—2018 роках був журналістом і редактором люблінського відділення «Gazeta Wyborcza». До березня 2024 року був репортером «Duży Format», репортерського додатка до «Gazeta Wyborcza».
Його шість разів номінували на премію Grand Press Awards.
2016 року став переможцем 7-ї Літературної премії імені Ришарда Капусцінського за літературний репортаж до книжки «Диявол і шоколадка» (Diabeł i tabliczka czekolady). За цією збіркою репортажів у Люблінському театрі поставили п'єсу Юліуша Остерви (прем'єра відбулася 31 березня 2017 р., реж. Куба Ковальський).
Його друга книжка, «Промивальники. Шукачі єврейського золота» (пол. Płuczki. Poszukiwacze żydowskiego złota) була фіналістом літературної премії Nike 2020 року та фіналістом 15-ї Центральноєвропейської літературної премії «Ангелус», а також була номінована на 11-ту Літературну премію імені Ришарда Капусцінського та Літературну премію Гдині 2020 року у категорії есею.

## Книжки
- Диявол і шоколадка (Agora, Варшава, 2015)
- Промивальники. Єврейські шукачі золота (Агора, Варшава, 2019)
- Білі пелюстки, золота середина. Сімейні історії (Agora, Варшава, 2021)

Його репортажі увійшли до таких антологій:
- «20 років нової Польщі в репортажах Маріуша Щигеля» (Wydawnictwo Czarne, 2009)
- "Питання, які не ставлять. 12 репортерів. «12 важливих відповідей» (Stowarzyszenie Bardziej Kochani, 2012)
- «Надія» (Agora, Варшава 2020)

## Нагороди та номінації
- 2024 — Фіналіст 10-ї премії Newsweek Awards ім. Терези Торанської за репортаж «Будинок у глухому куті»[13]
- 2023 — Фіналіст премії ім. Даріуша Фікуса 2023 за репортаж «Згинеш — і бувай» (пол. Zginiesz i nara)[14].

- 2023 — Фіналіст 9-ї премії Newsweek Awards. Тереза Торанська за репортаж «Згинеш — і бувай»

- 2021 — Номінація на конкурс «Grand Press 2021» за репортаж «У клітці» (пол. W klatce).

- 2021 — Фіналіст 8-ї премії Newsweek Awards ім. Терези Торанської за книжку «Промивальники. Шукачі єврейського золота».

- 2020 — Номінація на конкурс «Grand Press 2020» за репортаж «Лялька Еліза» (пол. Lalka Eliza).

- 2020 — Номінація на історичну премію POLITYKA за книгу «Промивальники. Шукачі єврейського золота».

- 2020 — Фіналіст конкурсу Grand Press 2020 — Книга року репортажистики за книжку "Промивальники. «Шукачі єврейського золота».

- 2020 — Фіналіст Центральноєвропейської літературної премії «Angelus» за книжку "Промивальники. «Шукачі єврейського золота».

- 2020 — Номінація на премію ім. Ришарда Капусцінського у категорії «Літературний репортаж 2019» за книжку «Промивальники. Шукачі єврейського золота».

- 2020 — Фіналіст літературної премії «Гдиня» за книгу «Промивальники. Шукачі єврейського золота».

- 2020 — Фіналіст літературної премії Nike за книжку «Промивальники. Шукачі єврейського золота».

- 2019 — Номінація на конкурс «Grand Press 2019» за репортаж «Названий тато лупить в живіт» (пол. Tata zastępczy wali z brzucha).

- 2016 — Нагорода ім. Ришарда Капусцінського за літературний репортаж 2015 року за книжку «Диявол і шоколадка».

- 2016 — Премія за найкращу книгу 2015 року на 1-му Фестивалі репортажу в Любліні за книгу «Диявол і шоколадка».

- 2014 — Номінація на конкурс «Grand Press 2014» за репортаж «Безумовна любов» (пол. Miłość bezwzględna).

- 2011 — Номінація на конкурс «Grand Press 2011» за репортаж «Два хлопчики та Аня» (пол. Dwaj chłopcy i Ania).

- 2010 — Номінація на Польсько-німецьку журналістську премію за репортаж «Скербешув чекає на президента» (пол. Skierbieszów czeka na prezydenta) (разом з Марціном Бєлешем).

- 2004 — Нагорода у конкурсі ім. Мирослава Дерецького Люблінського відділення Асоціації польських журналістів за репортаж «Місце злочину: Жолкевка» (Miejsce zbrodni: Żółkiewka).